# Hexepeolus rhodogyne
Hexepeolus rhodogyne är en biart som beskrevs av Linsley och Michener 1937. Hexepeolus rhodogyne ingår i släktet Hexepeolus och familjen långtungebin. Inga underarter finns listade i Catalogue of Life.

## Bildgalleri

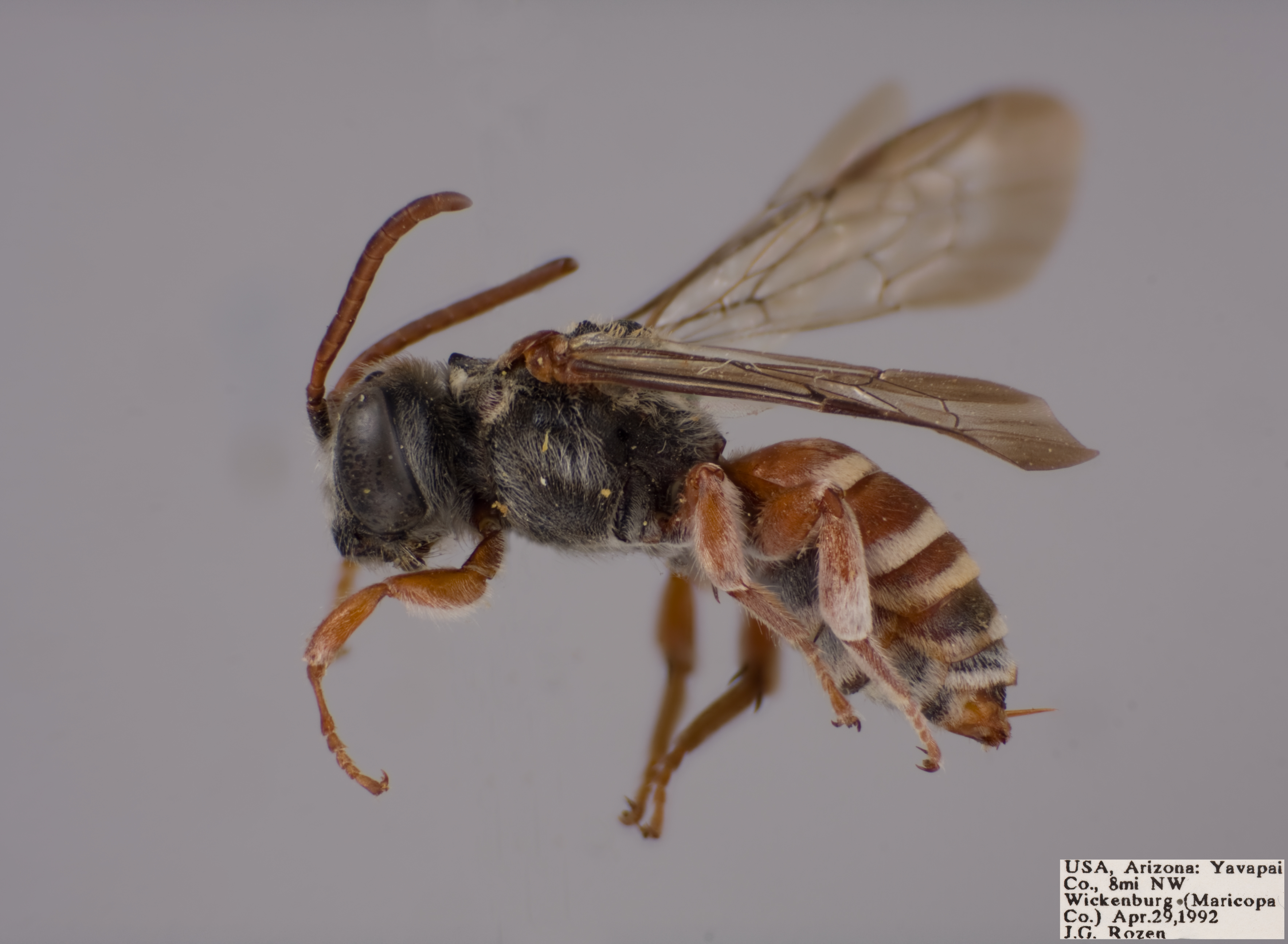